# کنگرستان (رستم)
کنگرستان روستایی از توابع بخش رستم شهرستان ممسنی در استان فارس ایران است. این بخش متعلق مردم لر زبان روستای دشت می‌باشد که برای تفرجگاه‌های بهاری و تابستانی مورد استفاده قرار می‌گیرد. مردم این روستا تا سال ۱۳۷۸ در کنگرستان زندگی می‌کردند. هم‌اکنون این روستا خالی از سکنه است و فقط دارای یک کلبهٔ به جا مانده از دوره زیستن مردم در آن می‌باشد.

## جمعیت
این روستا در دهستان پشتکوه رستم قرار دارد و براساس سرشماری مرکز آمار ایران در سال ۱۳۸۵، جمعیت آن زیر سه خانوار بوده‌است.